# O Cardeal

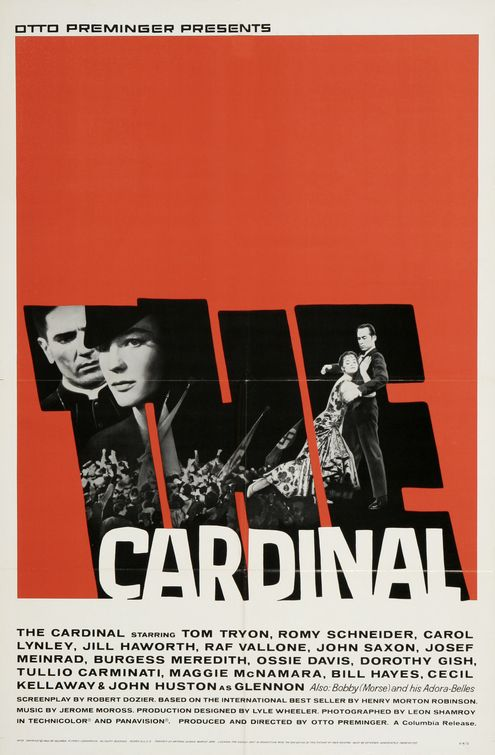
Pôster do Filme Cardinal

The Cardinal (no Brasil e em Portugal, O Cardeal) é um filme estadunidense de 1963, do gênero drama, com produção independente e dirigido por Otto Preminger para a distribuição da Columbia Pictures. O roteiro é uma adaptação do romance homônimo de Henry Morton Robinson de 1950.
O romance de Robinson foi baseado na vida de Cardeal Francis Spellman, que fora Arcebispo de Nova Iorque. O oficial de ligação com o  Vaticano foi Joseph Ratzinger, que se tornaria mais tarde o Papa Benedito XVI. A história toca em vários temas sociais tais como casamento inter-religioso, sexo fora do casamento, aborto, racismo, crescimento do fascismo e guerra.
As locações foram em Boston, Bridgeport (Connecticut), Roma e Viena. O filme foi a última aparição de Dorothy Gish bem como a última produção em maior escala de Maggie McNamara.

## Elenco
- Tom Tryon .... Stephen Fermoyle
- Romy Schneider .... Annemarie von Hartman
- Carol Lynley .... Mona Fermoyle/Regina Fermoyle
- Jill Haworth .... Lalage Menton
- Maggie McNamara .... Florrie Fermoyle
- Burgess Meredith .... Reverendo Ned Halley
- Raf Vallone .... Cardeal Quarenghi
- Josef Meinrad .... Cardeal Innitzer
- Tullio Carminati .... Cardeal Giacobbi
- Dorothy Gish .... Celia Fermoyle
- Bill Hayes .... Frank Fermoyle
- John Saxon .... Benny Rampell
- Cecil Kellaway .... Monsenhor Monaghan
- Ossie Davis .... Padre Gillis
- John Huston .... Cardeal Glennon
- Wolfgang Preiss...major da SS

## Sinopse
O recém-ordenado padre católico norte-americano de descendência irlandesa Stephen Fermoyle retorna ao seu lar em Boston em 1917. Sua família está orgulhosa dele mas enfrenta um problema quando a irmã Mona começa a namorar um jovem judeu, Benny Rampell. As famílias não aceitam o casamento inter-religioso e Stephen aconselha a irmã a desistir. Mona foge da família e a situação acaba em tragédia, fazendo com que Stephen pense em desistir do sacerdócio. O arcebispo Glennon que a princípio não gostava dele tenta convencê-lo a continuar e ocupar um cargo no Vaticano. Stephen recebe uma licença para que reflita sobre sua verdadeira vocação e vai para Viena lecionar, quando acaba se apaixonando por uma de suas alunas, a jovem Annemarie, que lhe retribui o sentimento. Ao final do período de afastamento, Stephen resolve continuar como sacerdote para decepção de Annemarie. Continuando em seu caminho, enfrentará o racismo na Geórgia, sofrido pelo padre Gillis, e o crescimento do nazismo na Europa , voltando a se encontrar com Annemarie em Viena quando Hitler patrocina um plebiscito para anexar a Áustria a Alemanha.  

## Principais prêmios e indicações
Oscar 1964 (EUA)
- Indicado nas categorias de melhor diretor, melhor ator coadjuvante (John Huston), melhor edição, melhor fotografia colorida, melhor figurino colorido e melhor direção de arte.

Globo de Ouro 1964 (EUA)
- Venceu na categoria de melhor filme - drama e melhor ator coadjuvante (John Huston).